# 's-Herenstraat 35 (Maasland)
Het pand  's-Herenstraat 35 is gelegen in het oude dorpscentrum van de Nederlandse plaats  Maasland en is gebouwd in de 17e eeuw. Het is - voor zover bekend - altijd gebruikt als woonhuis. Oorspronkelijk betrof dit twee woonhuizen, een bovenwoning (nr. 34) en een benedenwoning (nr. 35). Het pand had vroeger ook twee voordeuren. Het huidige pand heeft vier verdiepingen, waarvan de bovenste een loopzolder betreft. De inhoud van het pand betreft ongeveer 930 m³. Het pand is ongeveer 13 meter lang en 9 meter breed. Achter de voordeur ligt een lange gang naar het eind van het pand, die uitkomt in de achtertuin. Aan de achterzijde ligt een tuin van ongeveer 100 m². Onlangs zijn de keuken en de achtertuin volledig vernieuwd, geheel in de stijl van het oude pand. In 1989 is de gehele achtergevel vernieuwd. De monumentale status van het pand geldt overigens alleen voor de rode voorgevel met schuiframen.